# Richard Pendered
Richard Geoffrey Pendered, né le 26 septembre 1921 à Wellingborough, (Northamptonshire) et mort en décembre 2010, est un cryptanalyste britannique du GC&CS.

## 1940-1945
Recommandé par Gordon Welchman (son ancien maître de mathématiques à Winchester), Richard Pendered, 18 ans, joueur de tennis et de squash, pêcheur fanatique, humoriste impénitent, qui vient de passer un an de mathématiques à Cambridge, est affecté à la Hutte 6 de Bletchley Park

### Hutte 6
Son premier poste est de tester la bombe électromécanique conçue par Alan Turing et Gordon Welchman. Pendered est envoyé à la  British Tabulating Machine Company de Letchworth Garden City où, après moult essais et modifications, il produit des textes allemands en clair qui prouvent que la machine fonctionne. Pendered passe deux ans sur les trafics Heer (armée de terre) et Luftwaffe, avant d'être muté en catastrophe.

### Hutte 8
La Hutte 8 traite Dolphin (trafics Enigma de la Kriegsmarine). Début février 1942, trou noir inexpliqué. Le trafic illisible est baptisé Shark. A l'apogée de cette crise, Pendered est prêté à l'équipe  (Turing, Joan Murray, Patrick Mahon, Rolf Noskwith et Leslie Yoxall) constituée de toute urgence. Il se rend tellement utile que, jusqu'à la fin de la guerre, il est gardé en réserve afin de travailler seul aux trafics Enigma les plus complexes. Trois cryptanalystes chefs de quart  se partagent la journée, Pendered intervient hors-quart, à leur demande. Pendant le second « Shark Black-Out » (mi-1943), il met en pratique un truc théorique, le « Stecker Knock-Out (hors-circuit du tableau de connexions) » jamais essayé auparavant.  Le 22 décembre 1943, il décrypte un message qui localise le Scharnhorst au large du Lopphavet (Norvège). Traqué par la Royal Navy, le croiseur allemand est coulé quelques jours plus tard. Grâce aux bombes américaines, le trafic Kriegsmarine devient lisible. Pendered n'est alors plus qu'un cryptanalyste parmi quatre.

## Après-guerre
Pendered reste dans le métier un certain temps, avant d'entrer dans une société de traitement et de commerce du grain dont il devient directeur général.  

## Source
« Nécrologie de Richard Pendered », sur Telegraph.co.uk (consulté le 1er juillet 2017)